# روسینگن
روسینگن (به آلمانی: Rüssingen) یک شهر در آلمان است که در دنرسبرگکرایس واقع شده‌است. روسینگن ۴۹۷ نفر جمعیت دارد.